# Elsa Rydin
Elsa Margareta Rydin, ogift Forslund, född 14 november 1968 i Glommersträsk, Lappland, är en svensk kristen musiker, låtskrivare, sångare, lovsångsledare och har skrivit en musikal vid namn På Väg. 
Hon har skrivit lovsånger som ofta sjungits i gudstjänster runtom i landet och även getts ut av andra artister. Hennes sång "I din närhet", skriven 1992, kom med bland de nya sångerna i Svenska kyrkans psalmbok som togs i bruk under 2003.
Elsa Rydin har varit verksam i Umeå Vineyard tillsammans med maken Gunnar Rydin (född 1965). Hon är också Sverigerepresentant för företaget CCLI (Christian Copyright Licensing International) där hon arbetar med upphovsrättsfrågor inom kristen musik.

## Diskografi i urval
- 2001 – Tid att tillbe (David Media)